# Сальтен

Дистрикты фюльке Нурланн. Сальтен выделен синим цветом

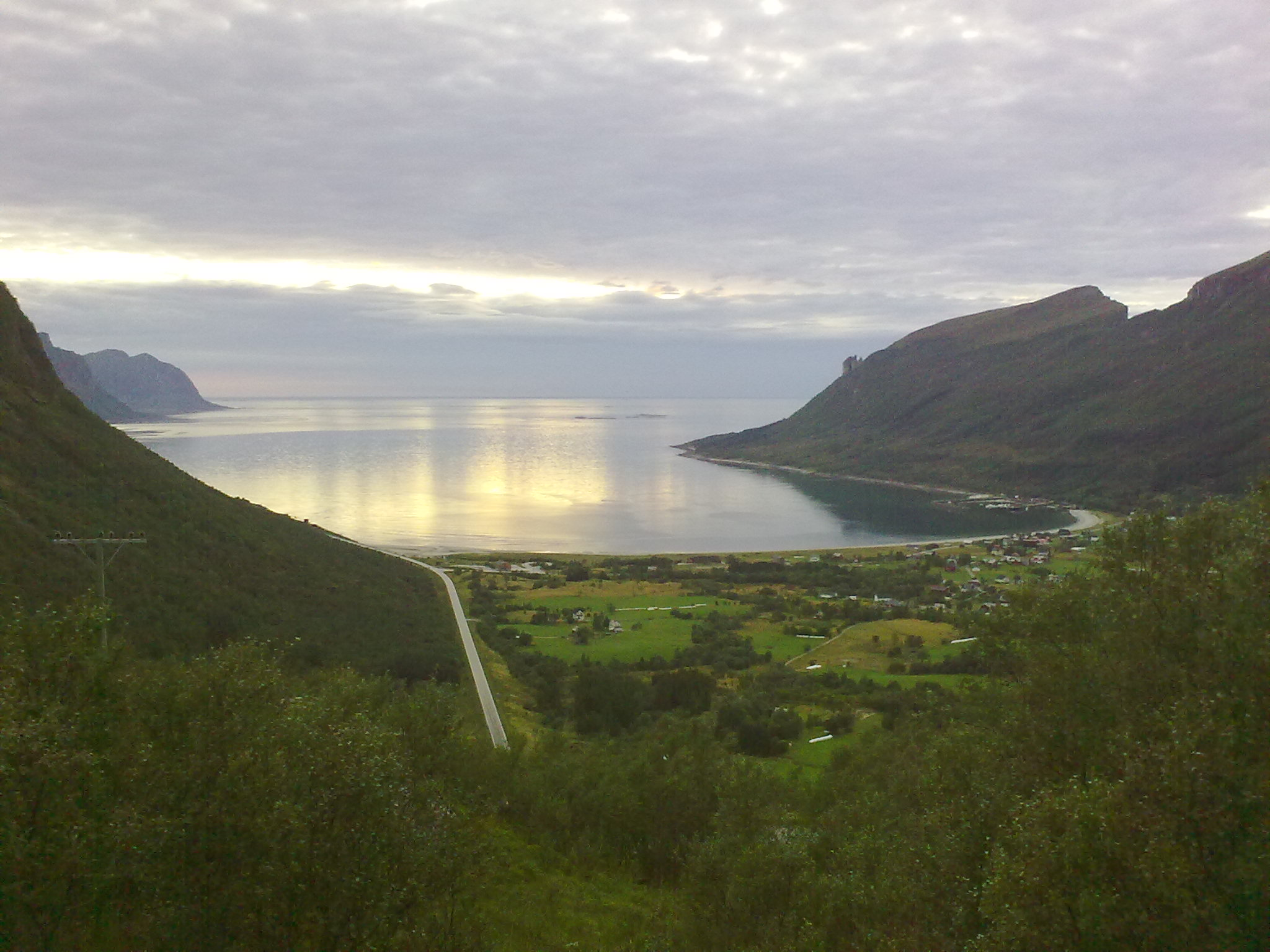
Бухта Сторвика в Йильдесколе

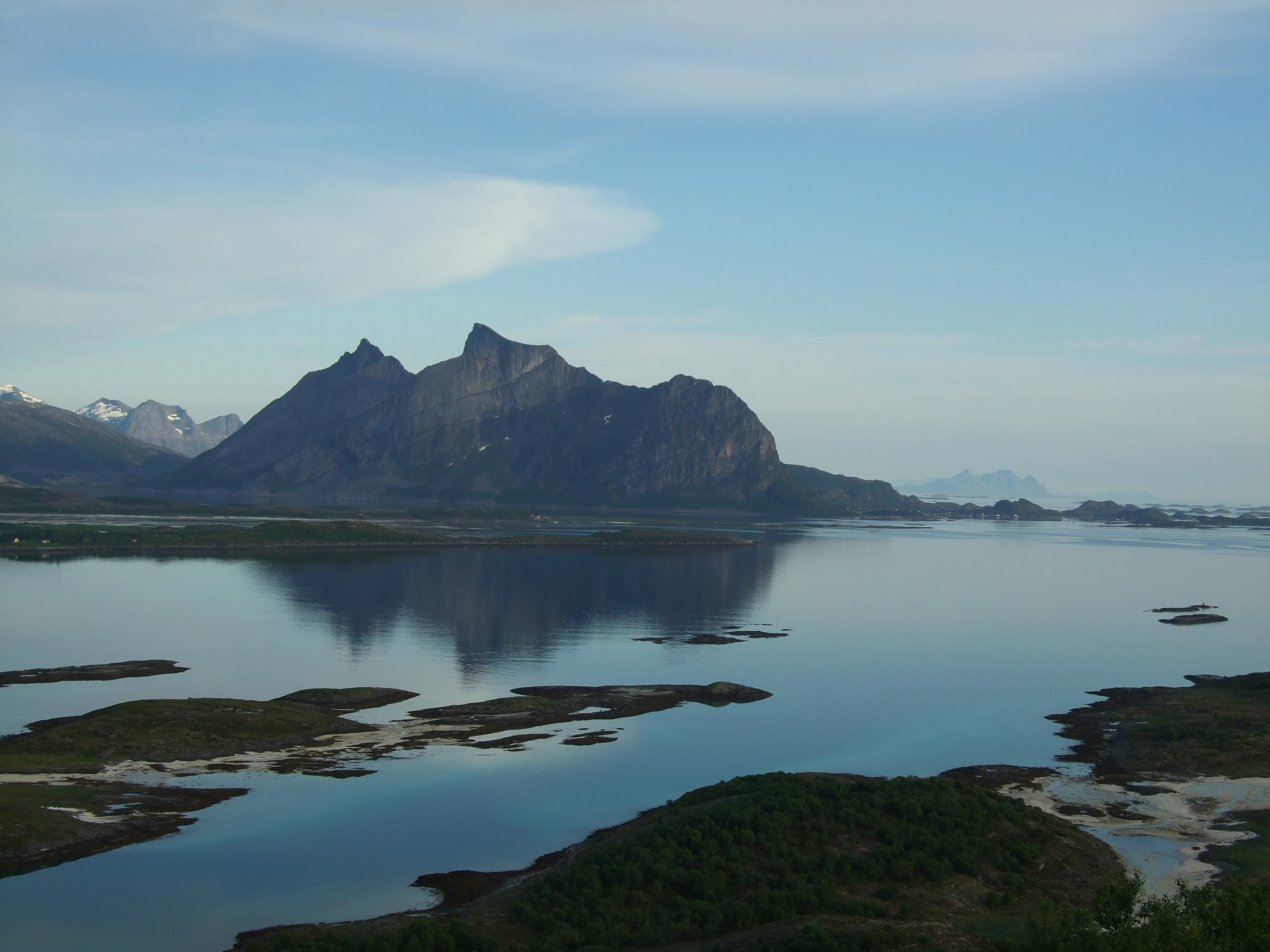
Скотстиндан в Стейгене

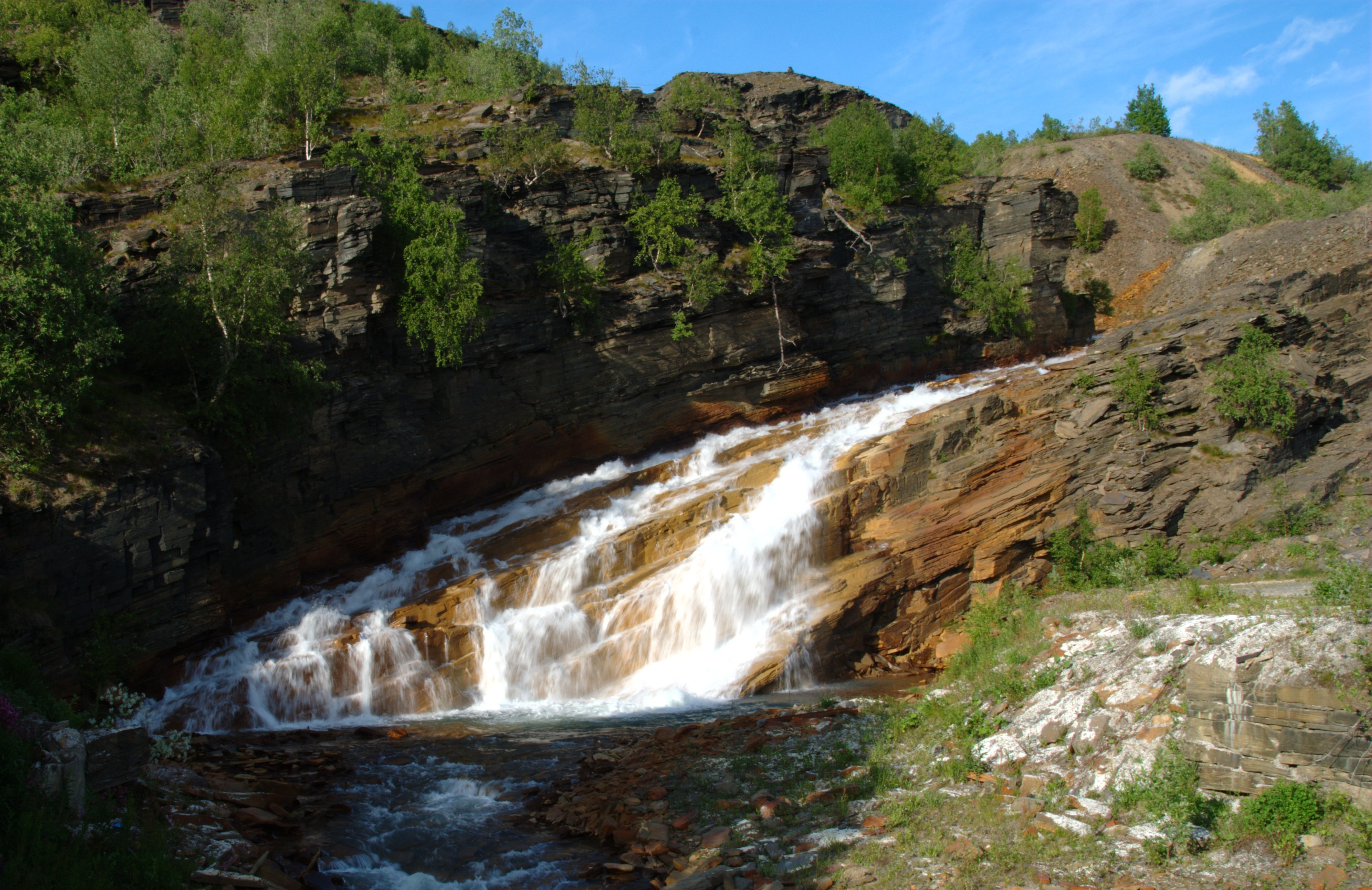
Река Рупси, Фёуске

Сальтен (норв. Salten) — исторический регион (дистрикт) в фюльке Нурланн в Норвегии. Состоит из коммун Мелёй, Йильдескол, Будё, Бейарн, Салтдал, Фёуске, Сёрфолл, Стейген и Хамарёй. Граничит с Хельгеландом на юге, Офотеном на севере, Швецией на востоке и Вестфьорденом и Лофотеном на западе.

## Диалект
Диалект Сальтена хорошо известен широким использованием апокопы — фонетического явления выпадения одного или нескольких звуков в конце слова, как правило конечного безударного гласного.

## Название
Дистрикт назван в честь фьорда Saltfjorden (старонорвежский: Salpti), а название фьорда, вероятно, происходит от названия известного течения Сальтстрёумен (норв. Saltstraumen). Эти названия не имеют никакого отношения к слову  соль  (Salt), но скорее всего происходят от древнего слова salpt, которое означает сильное течение.